# 巴图娅格·蒙格图尔
巴特呼亚格·门根图勒（1987年10月8日—），出生于乌兰巴托，蒙古女子国际象棋棋手。她是蒙古最顶尖的女棋手，被誉为“蒙古一姐”。
门根图勒5岁起学棋。2003年，获得女子特级大师称号。2010年，夺得世界国际象棋女子大学生冠军。同年，晋升为国际大师。

## 外部連結
- 巴图娅格·蒙格图尔－在ChessGames.com的棋手檔案